# Metepeira pacifica
Metepeira pacifica är en spindelart som beskrevs av Piel 200. Metepeira pacifica ingår i släktet Metepeira och familjen hjulspindlar. Inga underarter finns listade i Catalogue of Life.